# Guido Testolina
Guido Testolina (Venezia, 1º giugno 1911 – Venezia, 25 ottobre 1978) è stato un calciatore e allenatore di calcio italiano.

## Caratteristiche tecniche

### Giocatore
Giocava come mezzala.

### Allenatore
Era noto per essere un allenatore di stampo difensivista.

## Carriera

### Giocatore
Ha militato nella Mestrina e nella Serenissima.

### Allenatore
Tra la fine degli anni Trenta e gli anni Quaranta allena la Mestrina a più riprese, intervallate da stagioni alla Triestina in Serie A e alla SPAL in Serie B.
Nel 1950 torna in Serie A alla guida dell'Udinese, con cui arriva nono in campionato, con 34 punti frutto di 11 vittorie, 12 pareggi e 15 sconfitte. Nella sua seconda stagione con i bianconeri guida la formazione solo per le prime 31 partita in cui colleziona 8 vittorie, 10 pareggi e 13 sconfitte. Successivamente viene esonerato e il suo posto viene preso da Severino Feruglio per il resto della stagione.
Allena poi il Venezia nel campionato di Serie C 1952-1953. Non riconfermato, guida brevemente il Treviso in Serie B prima di tornare a Mestre, dove allena a più riprese in Serie C nella seconda metà degli anni Cinquanta, ottenendo la promozione in Serie C nel 1955 e sfiorando la conquista dello scudetto di categoria, perso a vantaggio del Colleferro.
All'inizio della stagione 1960-1961 allena il Rimini, venendo sostituito alla nona giornata da Renato Lucchi. Resta comunque in seno alla società romagnola come direttore sportivo e allenatore delle giovanili nelle stagioni successive, fino al 1966.
Prosegue la carriera con l'ennesima stagione alla Mestrina e con la Fermana in Serie D. Nel campionato di Serie D 1976-1977 è direttore sportivo della Mestrina, e subentra all'allenatore Elvio Matè esonerato per motivi familiari nel gennaio 1977.

## Statistiche

### Statistiche parziali da allenatore
| Stagione       | Squadra        | Campionato     | Campionato | Campionato | Campionato | Campionato | Coppe nazionali | Coppe nazionali | Coppe nazionali | Coppe nazionali | Coppe nazionali | Coppe continentali | Coppe continentali | Coppe continentali | Coppe continentali | Coppe continentali | Altre coppe | Altre coppe | Altre coppe | Altre coppe | Altre coppe | Totale | Totale | Totale | Totale | Vittorie % | Reti | Reti | Reti |
| Stagione       | Squadra        | Comp           | G          | V          | N          | P          | Comp            | G               | V               | N               | P               | Comp               | G                  | V                  | N                  | P                  | Comp        | G           | V           | N           | P           | G      | V      | N      | P      | %          | GF   | GS   | DF   |
| -------------- | -------------- | -------------- | ---------- | ---------- | ---------- | ---------- | --------------- | --------------- | --------------- | --------------- | --------------- | ------------------ | ------------------ | ------------------ | ------------------ | ------------------ | ----------- | ----------- | ----------- | ----------- | ----------- | ------ | ------ | ------ | ------ | ---------- | ---- | ---- | ---- |
| 1950-1951      | Udinese        | Serie A        | 38         | 11         | 13         | 14         | -               | -               | -               | -               | -               | -                  | -                  | -                  | -                  | -                  | -           | -           | -           | -           | -           | 38     | 11     | 12     | 15     | 28,95      | 46   | 61   | -15  |
| 1951-1952      | Udinese        | Serie A        | 31         | 8          | 10         | 13         | -               | -               | -               | -               | -               | -                  | -                  | -                  | -                  | -                  | -           | -           | -           | -           | -           | 31     | 8      | 10     | 13     | 25,81      | 35   | 53   | -18  |
| Totale Udinese | Totale Udinese | Totale Udinese | 69         | 19         | 23         | 27         | -               | -               | -               | -               | -               | -                  | -                  | -                  | -                  | -                  | -           | -           | -           | -           | -           | 69     | 19     | 22     | 28     | 27,54      | 81   | 114  | -33  |

## Palmarès

### Allenatore

#### Competizioni nazionali
- Serie C: 1

Mestrina: 1945-1946
- IV Serie: 1

Mestrina: 1954-1955